# Tymienice (przystanek kolejowy)
Tymienice – zamknięty przystanek kolejowy w Tymienicach na linii kolejowej nr 365 Stary Raduszec – Bad Muskau, w powiecie żarskim, w województwie lubuskim, w Polsce.